# Sarotherodon occidentalis
Sarotherodon occidentalis е вид бодлоперка от семейство Цихлиди (Cichlidae). Видът е почти застрашен от изчезване.

## Разпространение
Разпространен е в Гвинея, Гвинея-Бисау, Либерия, Сенегал и Сиера Леоне. Внесен е в Нова Каледония.

## Описание
На дължина достигат до 28,3 cm.